# Bombningen af World Trade Center 1993
Bombningen af World Trade Center skete den 26. februar 1993 da en bilbombe blev detoneret af islamiske terrorister i den underjordiske parkeringskælder under det nordlige tårn i World Trade Center-komplekset. Seks personer omkom og over 1.000 blev såret.
Formålet med aktionen var, at ødelægge grundlaget i det nordlige tårn så det ville bryde sammen. Bomben eksploderede klokken 12:17 og medførte en trykbølge, som skabte et 30 meter langt hul gennem fire lag af beton.
Bomben ødelagde bygningens el-og telefonlinjer til store dele af det nedre Manhattan. Bomben førte også til at der kom røg fra den 93. etage i begge tårne, og tårnenes trappelys og nødbelysning var ude af funktion. På grund af strømsvigtet blev de fleste af New Yorks radio- og tv-stationer forhindret i at sende signaler til radio- og fjernsynsvirksomheder i næsten en uge, og i mellemtiden kunne tv-stationerne kun sende via kabel og satellit.
Manden bag aktionen, Ramzi Yousef, havde planer om at kvæle folk i bygningen ved røgforgiftning. Han regnede også med at World Trade Centers tårn 2 ville styrte sammen. Materialerne, der blev brugt til at lave bomben, kostede omkring 129 amerikanske dollars.
Ramzi Yousef flygtede til Pakistan et par timer efter aktionen. Han blev anholdt den 7. februar 1995 i Islamabad efter at være blevet fundet ved et samarbejde mellem den pakistanske efterretningstjeneste i USA. I retssalen udtalte han: "Jeg er terrorist, og stolt af det, så længe det er imod den amerikanske regering, ".
40°42′42″N 74°00′49″V / 40.7117°N 74.0136°V